# Osmyn Baker
Osmyn Baker (* 18. Mai 1800 in Amherst, Massachusetts; † 9. Februar 1875 in Northampton, Massachusetts) war ein US-amerikanischer Politiker. Zwischen 1840 und 1845 vertrat er den Bundesstaat Massachusetts im US-Repräsentantenhaus.

## Werdegang
Osmyn Baker besuchte das Amherst College und studierte danach bis 1822 am Yale College. Nach einem anschließenden Jurastudium und seiner 1825 erfolgten Zulassung als Rechtsanwalt begann er in Amherst in diesem Beruf zu arbeiten. Gleichzeitig schlug er eine politische Laufbahn ein. In den Jahren 1833 und 1834 sowie nochmals von 1836 bis 1837 saß er als Abgeordneter im Repräsentantenhaus von Massachusetts. Dabei war er Mitglied der Whig Party.
Nach dem Tod des Abgeordneten James C. Alvord wurde Baker bei der fälligen Nachwahl für den sechsten Sitz von Massachusetts als dessen Nachfolger in das US-Repräsentantenhaus in Washington, D.C. gewählt, wo er am 14. Januar 1840 sein neues Mandat antrat. Nach zwei Wiederwahlen konnte er bis zum 3. März 1845 im Kongress verbleiben. Von 1841 bis 1843 leitete er das Committee on Accounts. Die Zeit ab 1841 war von den Spannungen zwischen Präsident John Tyler und den Whigs geprägt. Außerdem wurde damals bereits über eine mögliche Annexion der seit 1836 von Mexiko unabhängigen Republik Texas diskutiert.
Im Jahr 1844 verzichtete Baker auf eine weitere Kandidatur. Nach dem Ende seiner Zeit im US-Repräsentantenhaus praktizierte er als Anwalt in Northampton. Außerdem war er der erste Präsident der Wohltätigkeitsorganisation Smith Charities. Er starb am 9. Februar 1875 in Northampton.